# Raion de Cimișlia
Le raion de Cimișlia est un raion de la république de Moldavie, dont le chef-lieu est Cimișlia. En 2014, sa population était de 49 299 habitants.

## Démographie
| Groupe ethnique      | %    |
| -------------------- | ---- |
| Moldaves et Roumains | 88,7 |
| Ukrainiens           | 4,9  |
| Russes               | 3,7  |
| Bulgares             | 2,0  |
| Gagaouzes            | 0,4  |
| Roms                 | 0,1  |
| Autres               | 0,2  |

## Religions
- 98,0 % de la population du raïon est chrétienne, dont une grande partie sont orthodoxes.
- 0,8 % de la population est athée ou sans religion.